# Albert Knowles (cầu thủ bóng đá)
Albert Knowles (1 tháng 6 năm 1871 - 1950) là một cầu thủ bóng đá người Anh thi đấu ở Football League cho Blackburn Rovers.